# Сетинг
Сетинг (англ. setting — обстановка, антураж) — сукупність різнопланових елементів, які однозначно ідентифікують світ, де відбуваються події певного художнього твору, відеогри або настільної рольової гри. Термін є відносно недавнім запозиченням із англійської мови і застосовується здебільшого щодо відеоігор. Елементами сетингу є відомості з географії, історії, часто також міфології. Зазвичай у відеоіграх сетинг задається у вигаданому всесвіті, однак можливе й цілком реальне місце у цілком реальному історичному періоді.

## Поняття
Сетинг можна визначити як набір правил та внутрішньоігрової історії певного оточення. Так як дане слово є запозиченим, його значення варіюється залежно від автора. Словник Мерріама-Вебстера визначає сетинг як:
1. час, місце та обставини, в яких розвиваються події;
2. час та місце дії в літературному, драматичному чи кінематографічному творі;
3. картонний задник[en] в театральній або кіно-постановці.

Окремим випадком поняття «сетинг» є «вигаданий всесвіт» (наприклад, «Середзем'я» Дж. Толкіна). Вигаданий сетинг може включати власну космологію, географію, історію, культуру. Однак сетинг може бути не тільки вигаданим, але й реальним, наприклад: «СРСР періоду німецько-радянської війни», «сучасний Близький Схід», «Середньовічна Європа».
Необхідність в понятті «сетинг» обумовлена розпливчатістю поняття «жанр». Це має значення для настільних та відеоігор, жанри яких прийнято класифікувати тільки за типом геймплею (наприклад, гра в жанрі 3D-шутеру в науково-фантастичному сетингу). Поняття сетингу тут вбирає в себе все, що стосується антуражу. Тоді як літературний твір за жанром може бути історичним, детективним, чи «історичним детективом», про «сетинг» в даному випадку стали говорити відносно недавно. Зазвичай термін вживається, якщо мова йде про фентезі чи фантастику.

## Сетинг в іграх
Одна гра може виходити в різних сетингах. Наприклад, об'єктами в грі «Монополія» можуть бути ринки Нью-Йорку, або ж підприємства колишнього СРСР — гра в обох випадках залишається тією ж, змінюється лише її сетинг.
Попри те, що сетинг — це насамперед художнє оформлення гри, він також опосередковано впливає і на її правила: наприклад, у фентезійній грі регламентується застосування магії та описуються різні фентезійні раси зі своїми перевагами та недоліками (люди, ельфи, гобіти, орки, гобліни і т. д.), тоді як у фантастичній грі, наприклад кіберпанку, робиться акцент на різноманітних технологіях майбутнього на зразок імплантатів.

## Приклади рольових сетингів
- Forgotten Realms
- Greyhawk[en]
- Dark Sun[en]
- Ravenloft[en]
- Planescape[en]
- Dragonlance
- Spelljammer[en]
- Колесо часу
- Хроніки Ембера
- Warhammer 40,000
- Warhammer Fantasy Battle
- World of Darkness
- Magic: The Gathering
- Ars Magica
- Shadowrun
- Зоряні війни
- Might and Magic
- Warcraft (світ Warcraft)
- The Elder Scrolls
- Fallout
- Arcanum: Of Steamworks and Magick Obscura
- Еберрон
- Gothic (серія ігор)
- S.T.A.L.K.E.R.
- Мор (Утопія)
- Спектромансер[en] (світ Ревнія)
- Mass Effect
- Тедас (світ серії Dragon Age)

### Сетинги в іграх інших жанрів
- Deus Ex
- Half-Life
- Unreal
- StarCraft